# Litol
Litol je část města Lysé nad Labem. Od Lysé ji katastrálně odděluje Zemská stezka, nikoli železniční trať. Nadjezd, který tyto dvě části spojoval, byl v roce 2018 zbourán a v roce 2019 letech byl dokončen nový na stejném místě. Spojení pro pěší a cyklisty zajišťuje též podchod pod nádražím. Jádro dřívější samostatné obce se nalézá dál od Lysé v blízkosti Labe, kde je patrná náves s kapličkou Panny Marie a budovou bývalého obecního úřadu – dnes knihovny. Většinu obce tvoří zástavba z první republiky – tedy rodinné domy. Je zde i několik poválečných bytových domů.

## Historie
První písemná zmínka o vesnici pochází z roku 1293.
V okolí obce se nachází menší les, jinak je obklopena poli. Podél jižní strany obce teče řeka Labe, přes kterou vede Litolský most. Většina litolských dětí navštěvuje první stupeň základní školy T. G. Masaryka. Býval zde cukrovar, ale nyní je na jeho místě překladiště automobilů. V obci se nalézá zanedbaná kubistická Beniesova vila někdejšího majitele cukrovaru generálního rady Beniese, od architekta Emila Králíčka a stavitele Matěje Blechy, postavená v letech 1912–1913.
Roku 1950 byla obec Litol připojena k městu Lysá nad Labem.

## Galerie

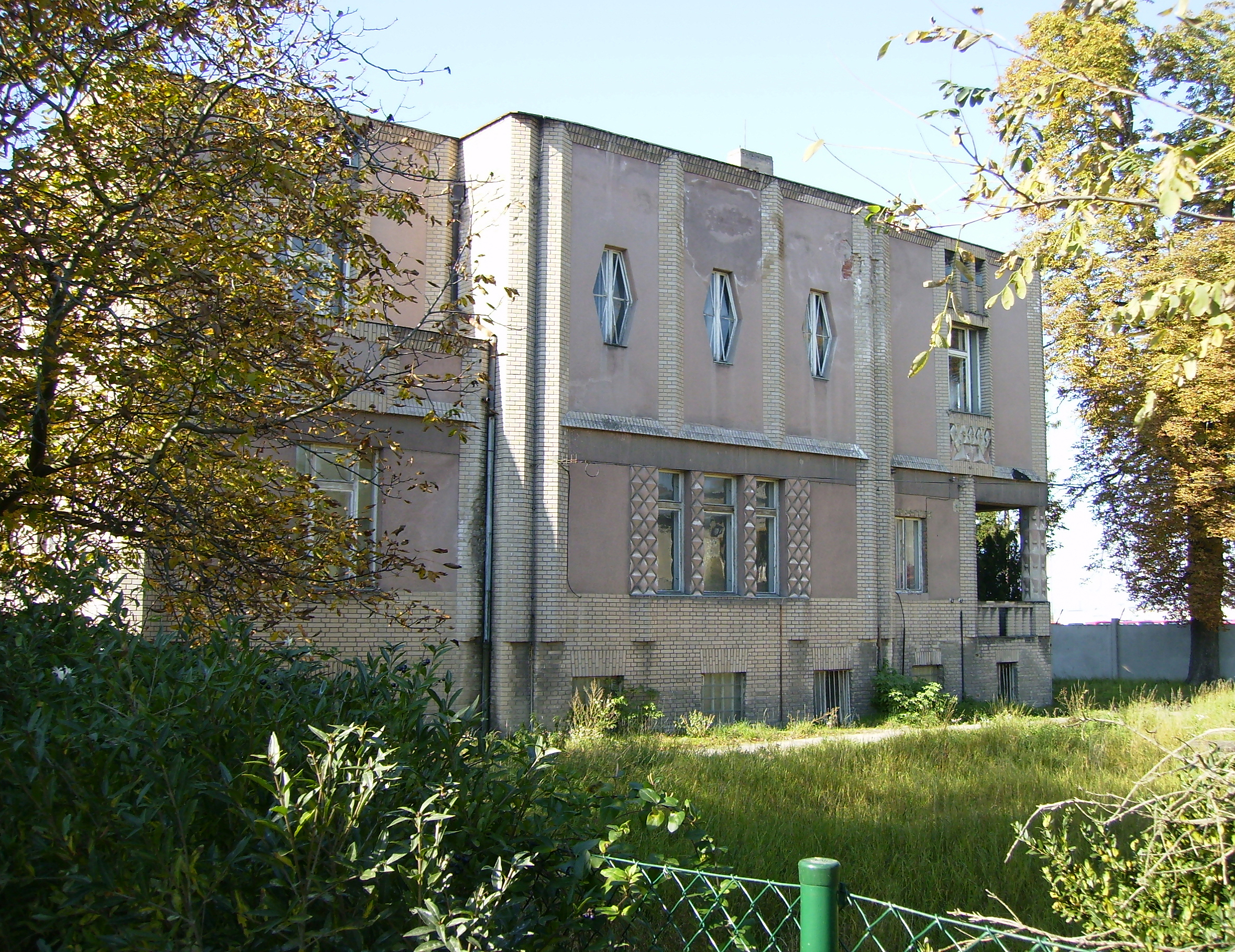
Beniesova vila
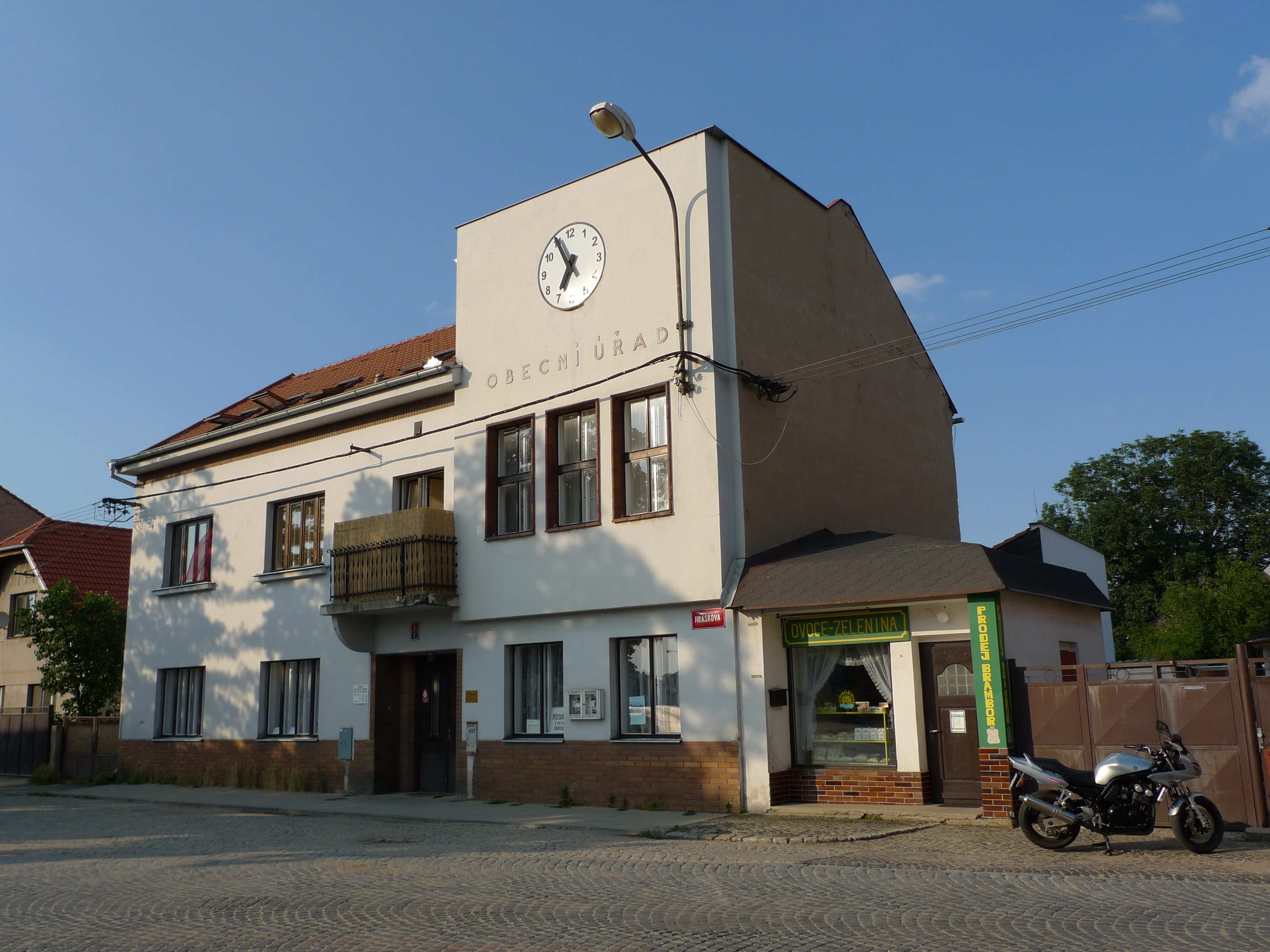
Bývalý obecní úřad v Litoli, dnes veřejná knihovna
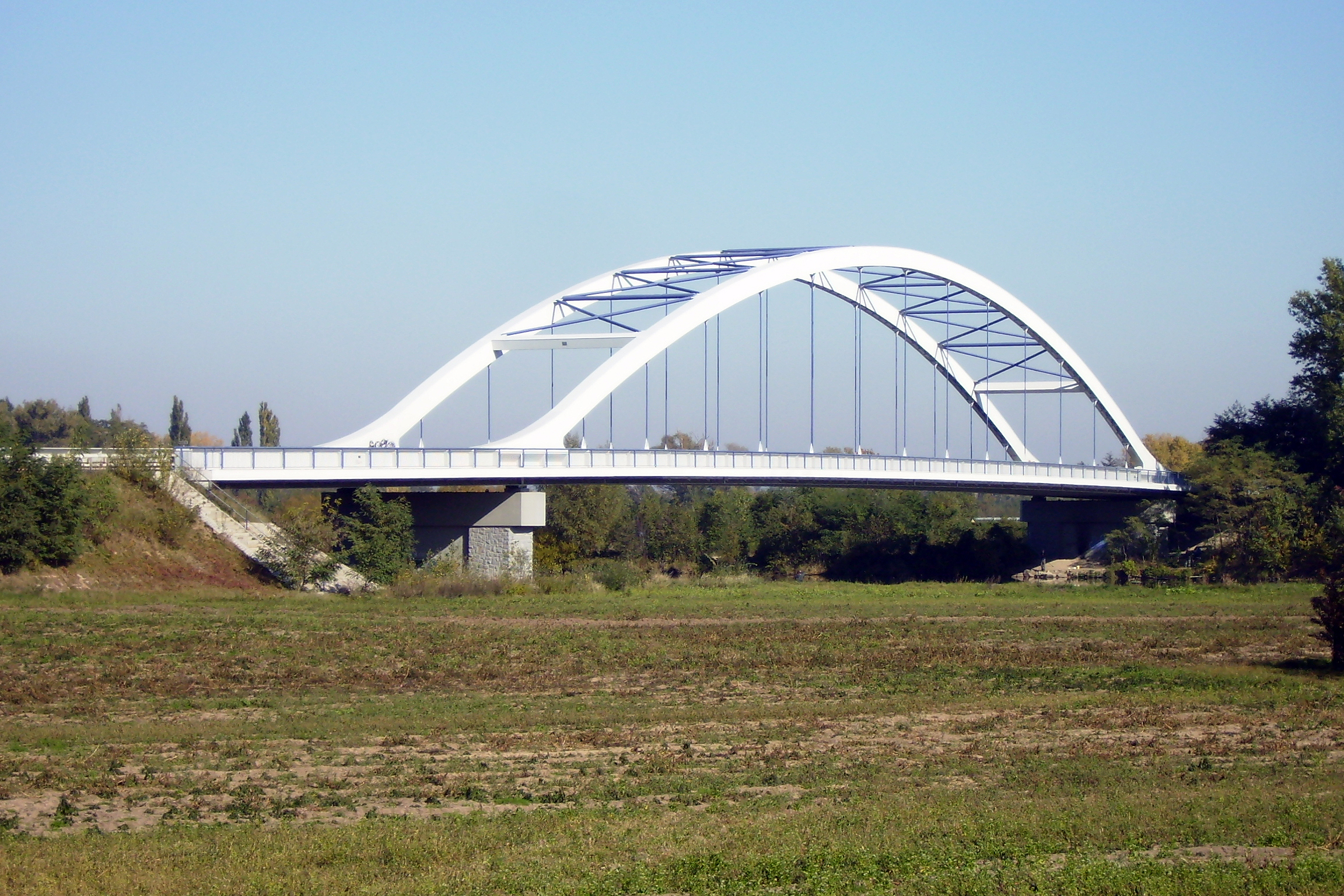
Litolský most